# バー・メッカ殺人事件

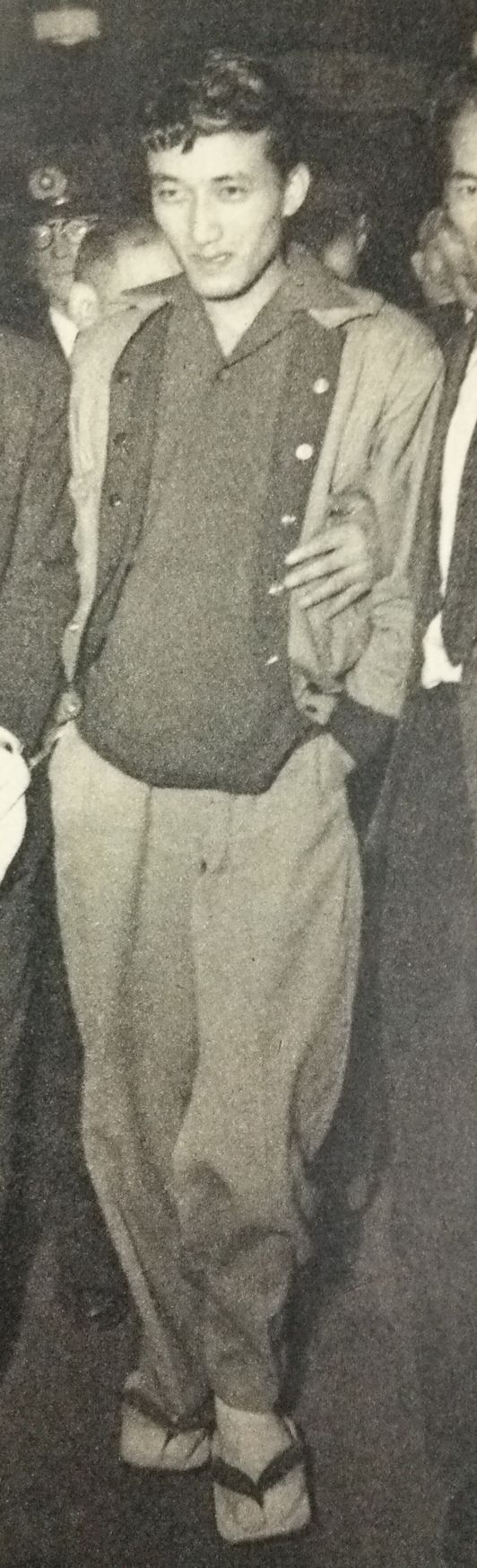
京都で逮捕された正田

バー・メッカ殺人事件（バー・メッカさつじんじけん）は1953年（昭和28年）7月に東京都で起こった殺人事件。アプレゲール犯罪のひとつとされる。

## 概要
1953年7月27日、営業中の東京・新橋のバー・メッカの天井から血が滴り落ちてきて騒ぎになる。屋根裏を調べると証券ブローカー（当時40歳）の撲殺された遺体が発見され、現金41万円が奪われていることが判明した。
犯人として元証券会社社員だった正田昭（当時24歳）とボーイB（当時20歳）、Bの仲間C（当時22歳）の計3人が浮上。警察は正田を主犯として3人を全国指名手配にする。7月29日Cが出頭、8月4日にBが出頭した。警察は残る正田を追い、10月12日、京都で正田を逮捕。
正田は当初は「ただナット・ギルティ（無罪）を主張するだけです」と英語交じりに語っていたが、犯行を自供。犯行の動機は「義理のある人から預かった株券を無断で売却処分してしまい、その金を返したい一念でやった」と語った。
正田は女遊びやヒロポン、麻雀、ダンスと浪費癖が激しかったことから、
マスコミはアプレゲール犯罪として取り上げ、大卒インテリの質の低下を話題にした。
1956年（昭和31年）、東京地裁は正田に死刑、Bに懲役10年、Cに懲役5年を言い渡した。BとCは判決を受け入れた一方、正田は控訴した。1960年（昭和35年）に東京高裁控訴棄却、1963年（昭和38年）に上告棄却で死刑が確定した。その一方で、正田は獄中で小説を書くようになる。
上記の判決が下された理由は、犯行自体の悪質性に加え、主犯とされた正田が被害者及びその遺族に対して一切の謝罪を行わなかったことが、検察官や裁判官らの心象を悪くしたことも影響したとされる。
1969年（昭和44年）12月9日、東京拘置所において正田に死刑が執行された。享年40。